# Short Solent
Short Solent (рус. Шорт «Солент») — четырёхмоторная пассажирская летающая лодка-моноплан, которая производилась компанией Short Brothers в конце 1940-х годов. Она была разработана на основе модели Short Seaford, которая в свою очередь была разработана на основе армейской летающей лодки Short Sunderland.
Первый полёт Solent совершил в 1946 году. Новые Solent использовались компаниями British Overseas Airways Corporation и Tasman Empire Airways Limited, их производство закончилось в 1949 году. Бывшие в эксплуатации самолёты использовались до 1958 года рядом небольших авиакомпаний, таких как Aquila Airways.

## Дизайн и разработка

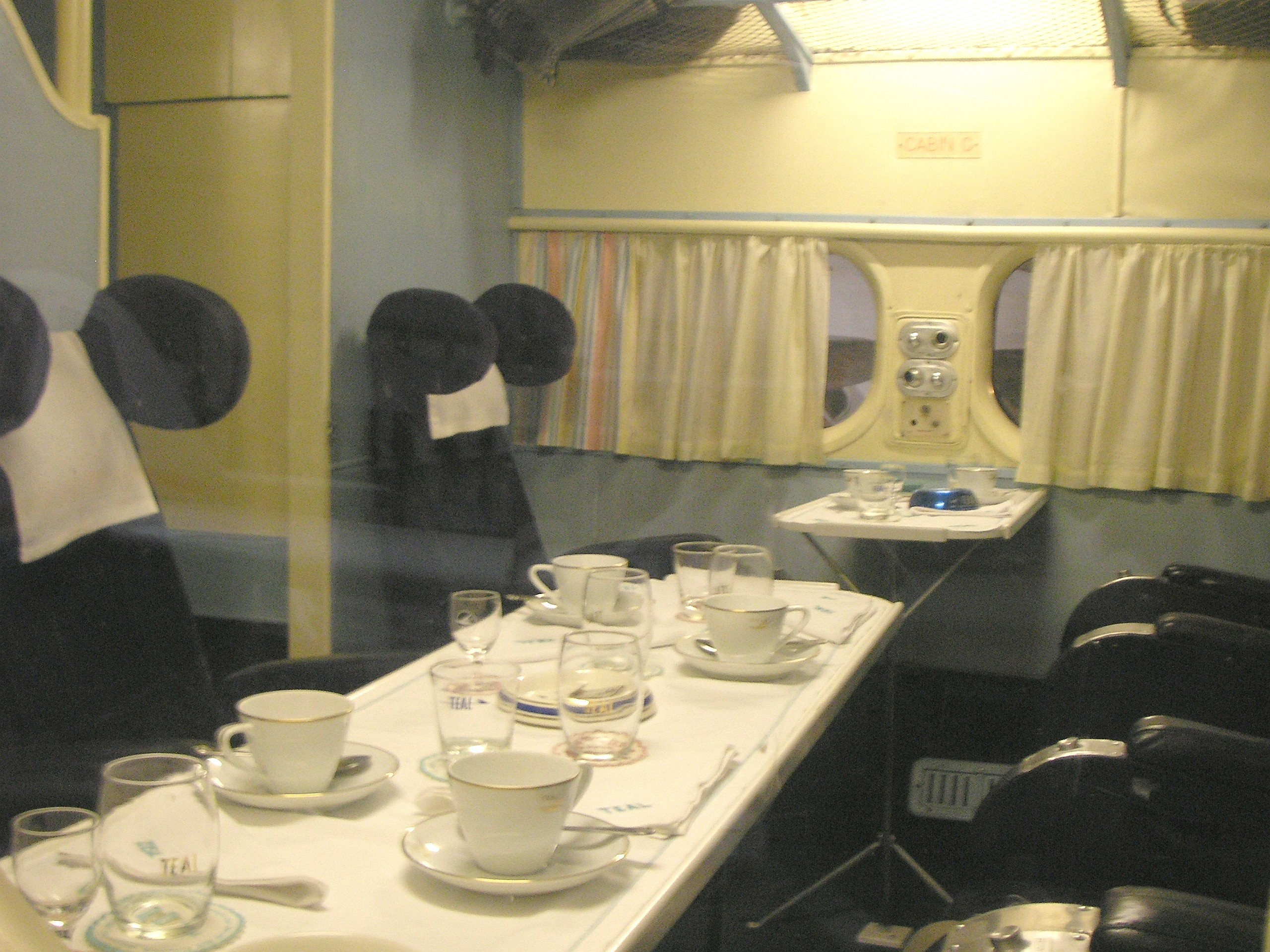
Интерьер TEAL Solent, хранящегося в Музее транспорта и техники в Окленде, Новая Зеландия.

Short S.45 Solent — это летающая лодка-высокоплан из алюминия. В качестве силовой установки использовались четыре двигателя Bristol Hercules.
Самолёт мог быть рассчитан на 24 пассажира с сидячим и лежачим размещением или на 36 сидячих пассажиров. Каюты — четыре на нижней палубе и две на верхней — могли быть использованы для размещения четырёх или шести пассажиров. На верхней палубе располагалась гостиная/столовая рядом с кухней; на нижней — две гардеробные, туалеты и три грузовых отсека. Лётный экипаж состоял из пяти человек — два пилота, штурман, радист и бортинженер — и два стюарда для обслуживания пассажиров. Бортинженер находился в отдельном отсеке за лётной палубой напротив коек для отдыха экипажа.

## Использование

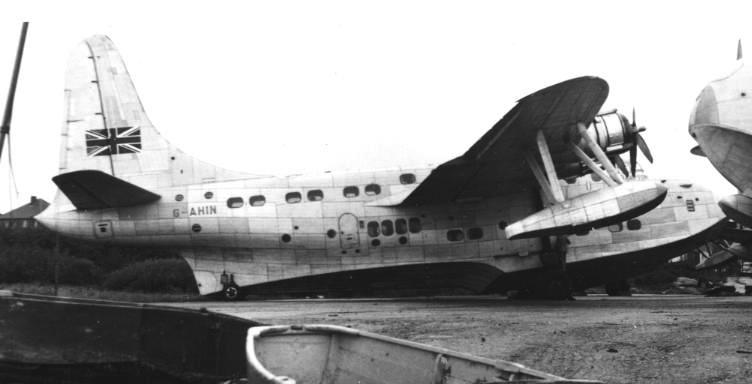
Short Solent 2 G-AHIN «Southampton» использовался компанией BOAC на маршруте в Йоханнесбург в 1948—1950 гг.

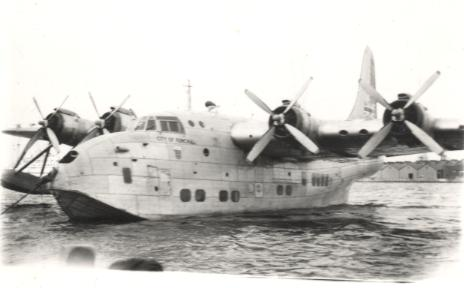
Aquila Airways Solent 4 G-ANAJ «City of Funchal» на 50-м причале в доках Саутгемптона в августе 1955 года

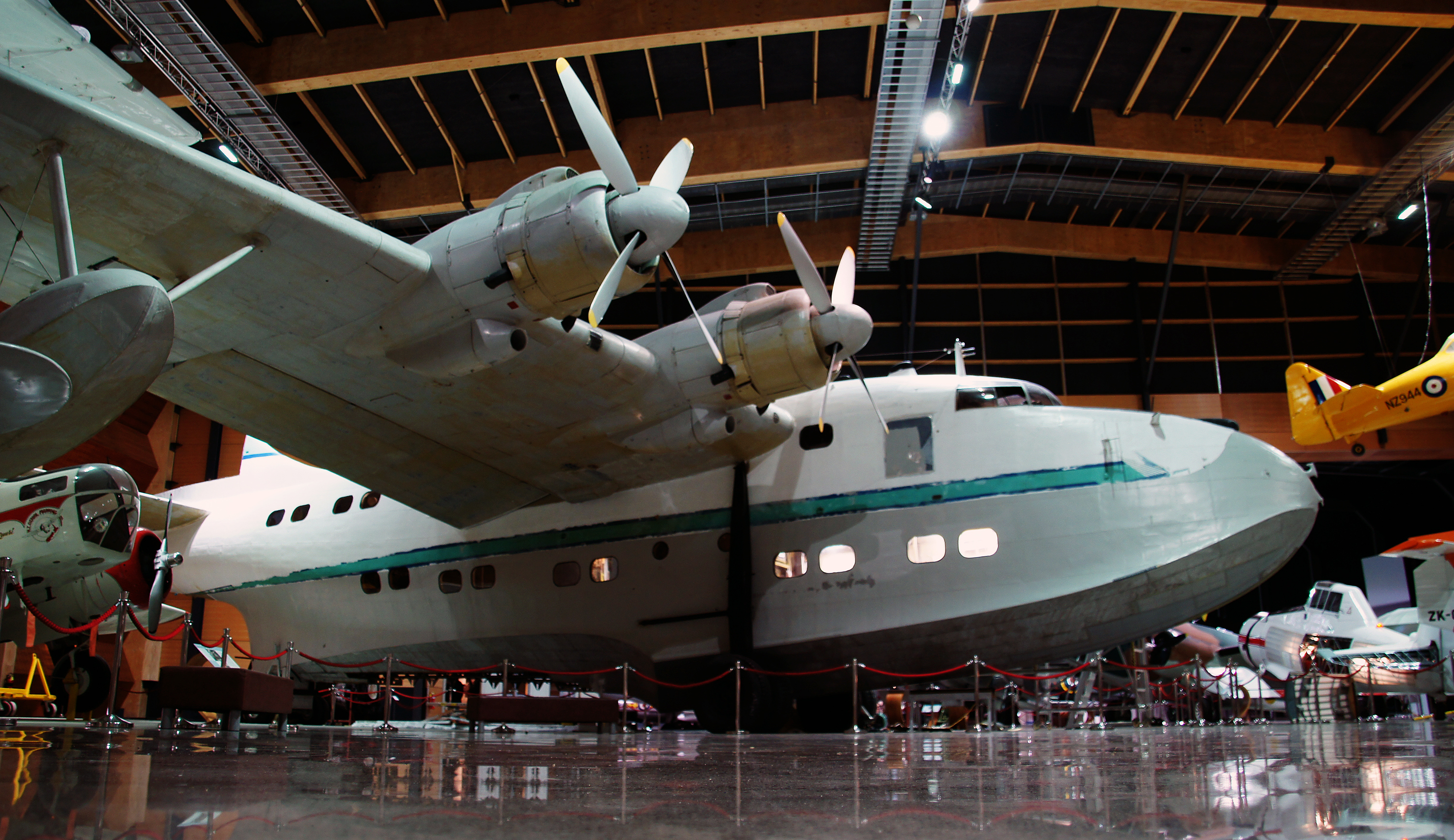
ZK-AMO «Aranui» в экспозиции Музея транспорта и техники в Окленде

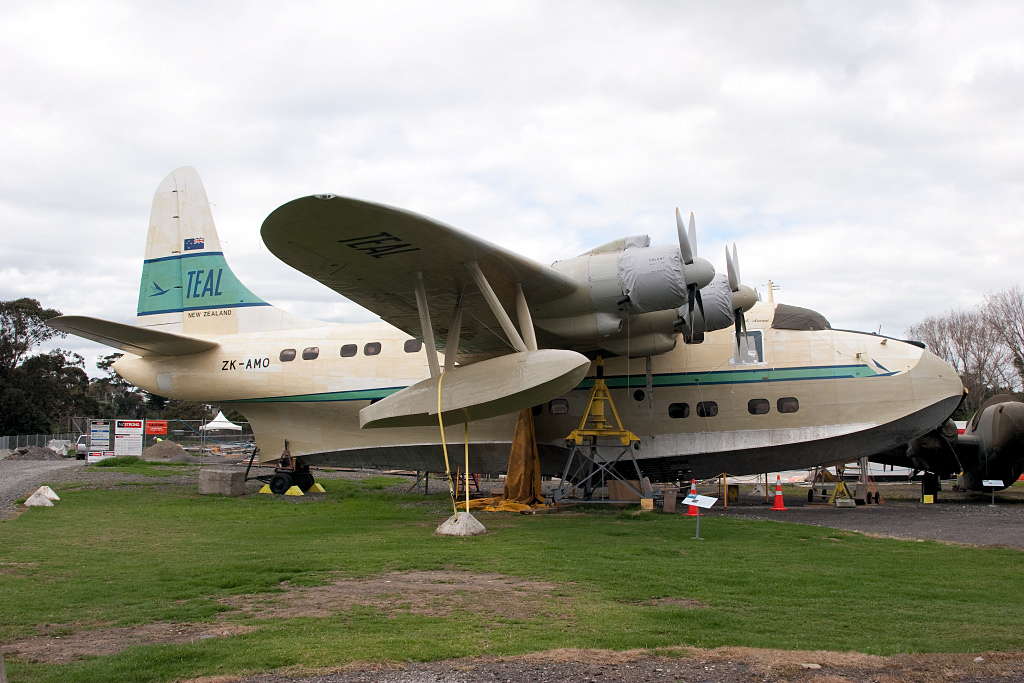
ZK-AMO «Aranui» во время кратковременного ремонта снаружи Музея транспорта и техники в Окленде

Самолёт Solent 2, введённый в эксплуатацию компанией BOAC, мог перевозить 34 пассажира и 7 членов экипажа. В период с 1948 по 1950 год BOAC эксплуатировала свои Solent на регулярном рейсе три раза в неделю из Саутгемптона в Йоханнесбург по маршруту вниз по Нилу и через Восточную Африку. Путешествие занимало четыре дня, включая ночные остановки. Solent заменили собой Avro York, выполнявших эти рейсы ранее. Последний рейс по этому маршруту, выполняемый самолётом Solent, отправился с причала 50 в Саутгемптоне 10 ноября 1950 года, завершив этим эксплуатацию летающих лодок авиакомпанией BOAC.
Компания Tasman Empire Airways Limited (TEAL) эксплуатировала в общей сложности пять Solent 4 в период с 1949 по 1960 год на регулярных маршрутах между Сиднеем, Фиджи, Оклендом и Веллингтоном. Последний рейс был выполнен 14 сентября 1960 года между Фиджи и Таити на самолёте ZK-AMO «Aranui», который сейчас хранится в музее. Самолёты Solent авиакомпании TEAL могли перевозить 45 пассажиров, и все версии этого типа обеспечивали большое пространство и роскошь по сравнению с наземными самолётами того времени.
Несколько Solent использовались авиакомпанией Aquila Airways на маршрутах из Саутгемптона на Мадейру и Канарские острова. 15 ноября 1957 года самолёт Solent 3 G-AKNU авиакомпании Aquila Airways разбился недалеко от Чесселла, остров Уайт, после того, как у него отказали два двигателя. В результате крушения погибли 45 из 58 человек, находившихся на борту. Британские коммерческие рейсы летающих лодок прекратились 30 сентября 1958 года, когда Aquila Airways прекратила полёты на Мадейру.

## Уцелевшие экземпляры
- Short Solent 4 ZK-AMO «Aranui» использовался компанией TEAL сначала между Механик Бэй в Оклендской гавани и Роуз Бэй в Сиднее, Австралия, пока не был вытеснен из расписания наземными пропеллерными самолётами. Затем ZK-AMO был задействован на легендарном Коралловом маршруте из Окленда на Фиджи, Самоа, острова Кука, Тонга и Таити, пока в сентябре 1960 года его снова не вытеснили пропеллерные самолёты. ZK-AMO полностью восстановлен и хранится в Музее транспорта и техники в Окленде. В 2010—2011 гг. был проведён кратковременный ремонт при расширении здания авиационной экспозиции памяти Кита Парка.
- Solent 3 авиакомпании BOAC, позднее принадлежавший Говарду Робарду Хьюзу, был восстановлен и находится в США в Оклендском музее авиации в Окленде, штат Калифорния[7]; именно этот Solent ненадолго появляется в фильме «Индиана Джонс: В поисках утраченного ковчега», хотя с помощью матирующих эффектов его делают похожим на более исторически подходящий самолёт Boeing 314 Clipper[7][8].

## Варианты
- Solent 2

гражданская версия Short Seaford, построенная для BOAC, 12 экземпляров были собраны на заводе в Рочестере
- Solent 3

переоборудованные S.45 Seaford. 7 экземпляров — 6 переоборудованы на Куинс Айленд, Белфаст, 1 в Хэмбле
- Solent 4

с двигателем Bristol Hercules 733, четыре экземпляра построены в Белфасте

## Операторы
Австралия
- Trans Oceanic Airways

 Новая Зеландия
- Tasman Empire Airways Limited[англ.]

 Великобритания
- Aquila Airways
- British Overseas Airways Corporation

 США
- South Pacific Airlines

В военных целях Solent использовался только для испытаний в Экспериментальном институте морской авиации Соединённого Королевства в 1951 году, после испытаний Solent 3 был отправлен на слом.

## Аварии и происшествия
15 ноября 1957 года — самолёт Aquila Airways Solent G-AKNU разбился на острове Уайт. Самолёт взлетел примерно в 10:40 вечера из Саутгемптон-Уотер в направлении Лиссабона, Мадейры и Лас-Пальмаса. Примерно через 20 минут экипаж сообщил об отказе двигателя № 4 и повернул назад. Вскоре после этого остановился и двигатель № 3, и примерно через минуту после сообщения по радио самолёт упал в меловой карьер в районе Чесселла, в результате чего погибли 45 из 58 человек, находившихся на борту. В ходе последующего расследования причина отказа обоих двигателей не была установлена.
Мемориал в память о погибших находится в Сэнт Мэри Чёрч, Брук. Место крушения отмечено деревом и мемориальной доской.

## Характеристики (Solent 2)
Характеристики из Barnes and James
Экипаж
2 пилота, штурман, радист, бортинженер и 2 стюарда
Вместимость
34 пассажира
Длина
87 футов 8 дюймов
Размах крыльев
112 футов 9 дюймов
Высота
34 фута 3¼ дюймов
Площадь крыльев
1487 квадратных футов
Масса пустого самолёта
47760 фунтов
Масса при максимальной загрузке
78000 фунтов
Двигатель
Четыре 14-цилиндровых радиальных двигателя Bristol Hercules 637 мощностью 1690 л. с.
Максимальная скорость
273 миль/ч
Крейсерская скорость
244 миль/ч
Дальность полёта
1800 миль
Максимальная высота полёта
17000 футов
Скорость набора высоты
925 футов в минуту